# Radiosynthese
Radiosynthese ist die Verstoffwechselung ionisierender Strahlung durch Lebewesen. Analog zur Photosynthese, bei der die Energie sichtbaren Lichts genutzt wird, entsteht dabei chemische Energie.
Der Vorgang wurde erstmals 1956 in einer Publikation des sowjetischen Mikrobiologen Sergei Iwanowitsch Kusnezow (1900–1987) theoretisch beschrieben. Nach der Nuklearkatastrophe von Tschernobyl 1986 wurden dort später an der Reaktorwand und in unmittelbarer Nähe über 200 Pilzarten entdeckt. Die meisten dieser Pilzarten enthielten Melanin, ein Pigment, das ionisierende Strahlung absorbieren kann. Weitergehende Versuche an einer Art zeigten, dass diese in Abhängigkeit von einer Bestrahlung vermehrt wachsen, es sich also um radiotrophe Pilze handelt. Auch die Bedeutung des Melanin für die radiotrophe Wirkung konnte gezeigt werden. Der Nachweis der Radiosynthese ist aber noch zu erbringen.